# Ballets Russes
Ballets Russes („Balety Rosyjskie”) – zespół baletowy założony w 1907 przez rosyjskiego impresaria Siergieja Diagilewa, pierwotnie mieszczący się w paryskim Théâtre Mogador, potem w Monte Carlo. Działał do śmierci Diagilewa w 1929 roku. Gwiazdami zespołu byli m.in. Wacław Niżyński, Anna Pawłowa i Matylda Krzesińska.

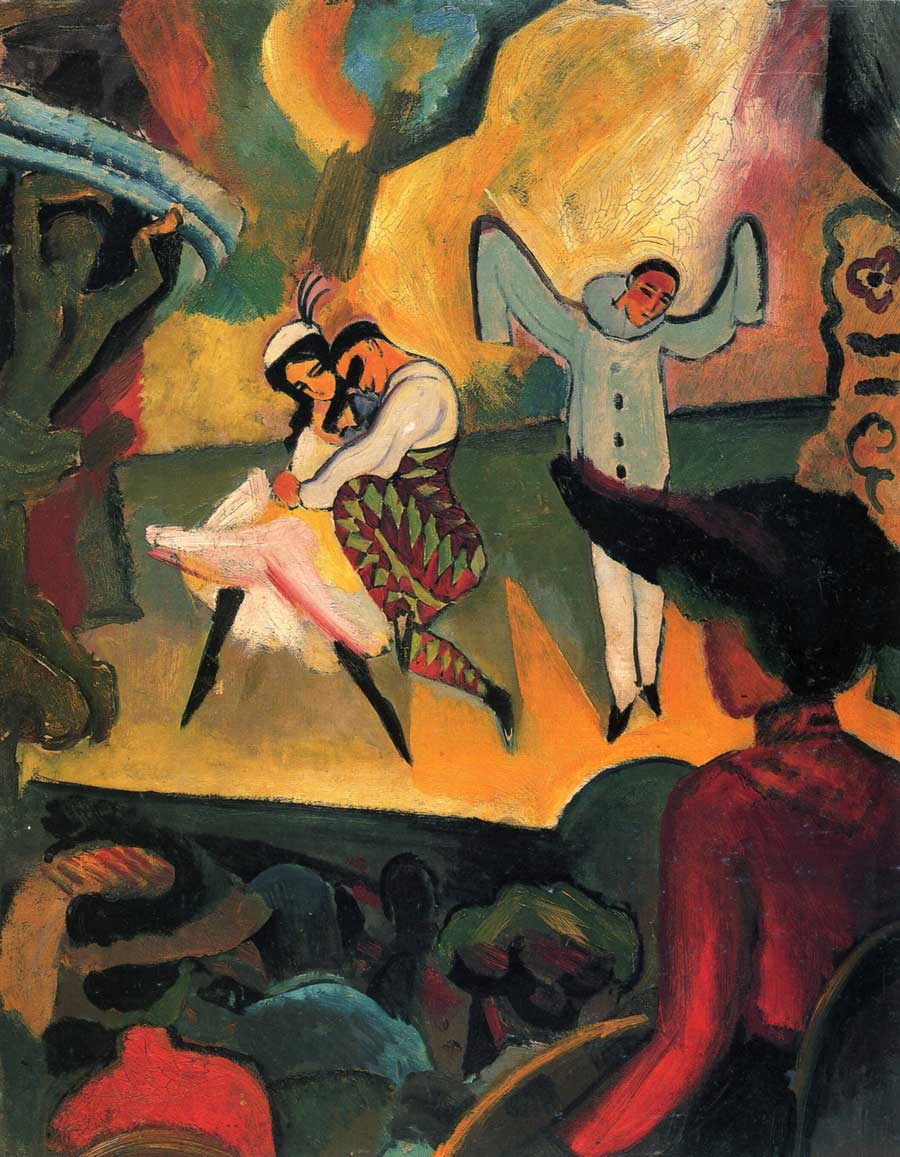
Balety Rosyjskie, August Macke (1912) – przedstawienie Karnawał

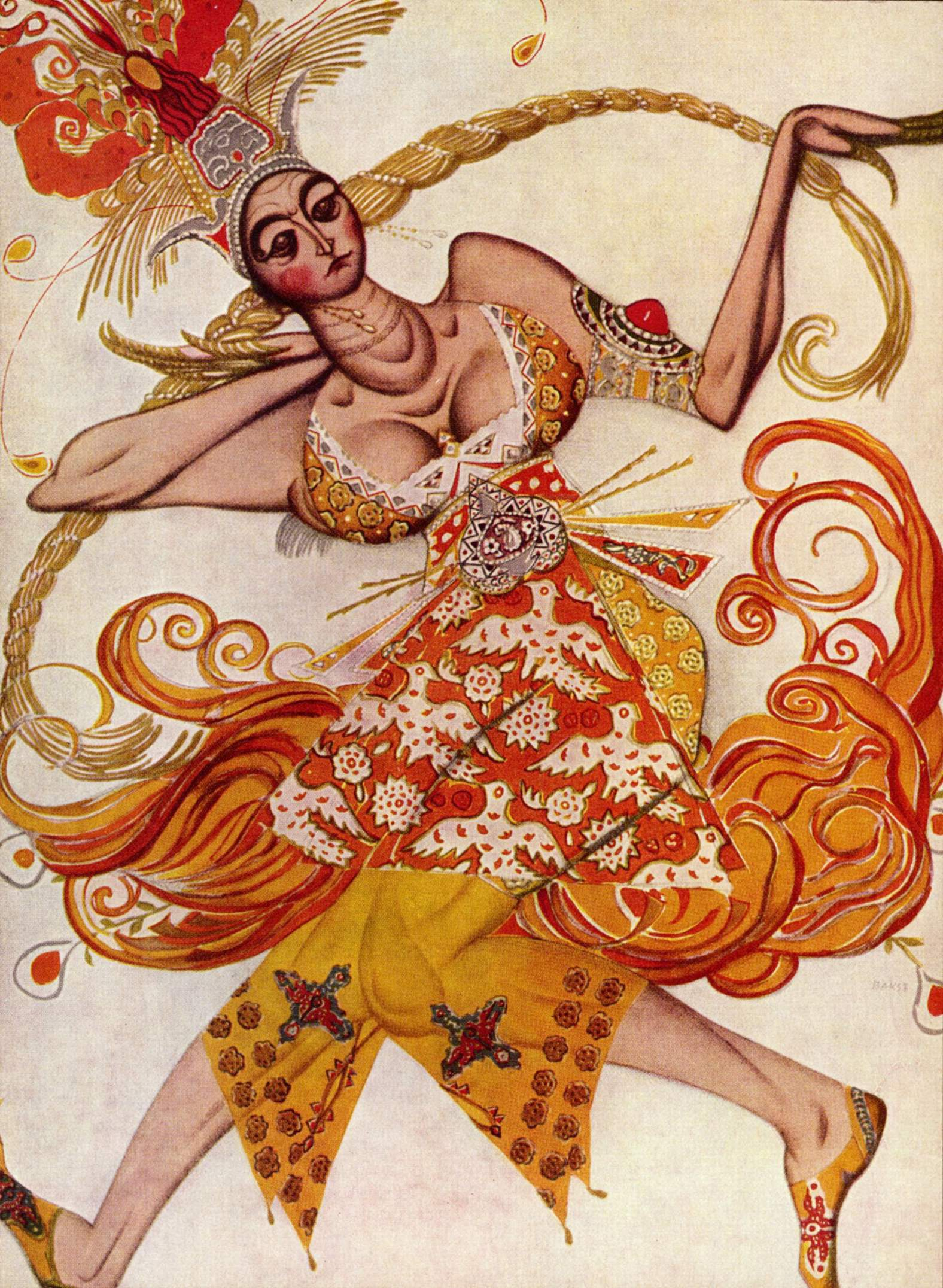
Bakst: Ognisty ptak, baletnica, 1910

W swym repertuarze zespół opierał się na syntezie sztuk: tańca klasycznego, malarstwa (scenografii), poezji/powieści (libretta). Zmiany wprowadzali: choreografowie – Michaił Fokin, następnie Wacław Niżyński (twórca choreografii do baletów: Popołudnie fauna, Gry, Święto Wiosny, Dyl Sowizdrzał) oraz jego siostra Bronisława (balet Wesele), scenografowie – Leon Bakst (Szecherezada, Popołudnie fauna, Duch róży), Aleksandr Benois (Pawilon Armidy), Henri Matisse, Pablo Picasso (Trójgraniasty kapelusz).
W działalności zespołu można wyodrębnić dwa okresy:
- 1909–1914: charakteryzujący się ścisłym związkiem z narodową sztuką rosyjską i jej propagowaniem
- 1915–1929: cechujący się dążeniem do odzwierciedlenia nowych, współczesnych prądów artystycznych (ekspresjonizm, kubizm, futuryzm, surrealizm).

## Zespół i kompozytorzy
- Tancerze i choreografowie: George Balanchine, Matylda Krzesińska, Michaił Fokin, Stanislas Idzikowski, Tamara Karsawina, Serge Lifar, Lidia Łopokowa(inne języki), Alicia Markova, Leonid Miasin, Wacław Niżyński, Anna Pawłowa i Ida Rubinstein(inne języki).
- Scenografia i kostiumy: Léon Bakst, Aleksandr Benois, Georges Braque, Joan Miró, Pablo Picasso, Iwan Bilibin, Paweł Czeliczew i Maurice Utrillo.
- Kompozytorzy: Georges Auric, Claude Debussy, Darius Milhaud, Francis Poulenc, Siergiej Prokofjew, Maurice Ravel, Erik Satie, Ottorino Respighi, Richard Strauss, Igor Strawinski, którego Diagilew odkrył i którego kariera w tym zespole się zaczęła.

## Najważniejsze przedstawienia

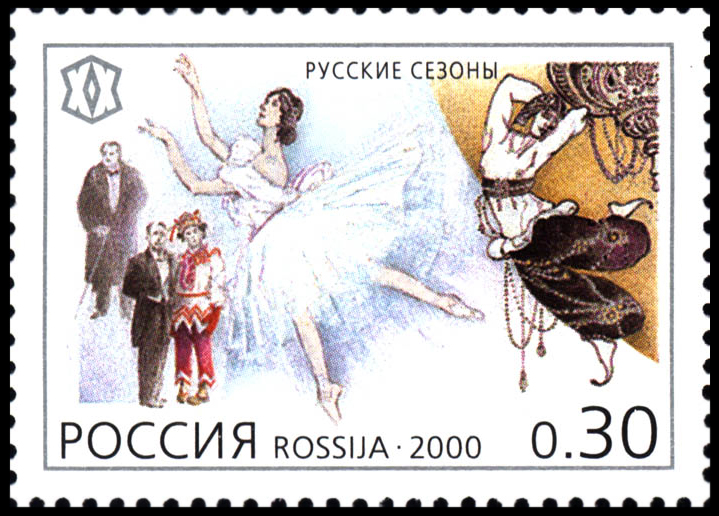

| Rok  | Tytuł                   | Kompozytor                            | Choreografia    | Scenografia i kostiumy         |
| ---- | ----------------------- | ------------------------------------- | --------------- | ------------------------------ |
| 1909 | Le Pavillon d'Armide    | Nikołaj Czeriepnin                    | Michaił Fokin   | Aleksandr Benois               |
| 1909 | Kniaź Igor              | Aleksandr Borodin                     | Michaił Fokin   | Nikołaj Roerich                |
| 1909 | Kleopatra               | Anton Arienski                        | Michaił Fokin   | Léon Bakst                     |
| 1910 | Ognisty ptak            | Igor Strawinski                       | Michaił Fokin   | Aleksander Gołowin, Léon Bakst |
| 1910 | Szeherazada             | Nikołaj Rimski-Korsakow               | Michaił Fokin   | Léon Bakst                     |
| 1910 | Karnawał                | Robert Schumann                       | Michaił Fokin   | Léon Bakst                     |
| 1911 | Pietruszka              | Igor Strawinski                       | Michaił Fokin   | Aleksandr Benois               |
| 1911 | Le Spectre de la Rose   | Carl Maria von Weber                  | Michaił Fokin   | Léon Bakst                     |
| 1912 | Popołudnie fauna        | Claude Debussy                        | Wacław Niżyński | Léon Bakst, Odilon Redon       |
| 1912 | Dafnis i Chloe          | Maurice Ravel                         | Michaił Fokin   | Léon Bakst                     |
| 1912 | Le Dieu Bleu            | Reynaldo Hahn                         | Michaił Fokin   | Léon Bakst                     |
| 1912 | Thamar                  | Milij Bałakiriew                      | Michaił Fokin   | Léon Bakst                     |
| 1913 | Jeux                    | Claude Debussy                        | Wacław Niżyński | Léon Bakst                     |
| 1913 | Święto wiosny           | Igor Strawinski                       | Wacław Niżyński | Nikołaj Roerich                |
| 1913 | Salomè                  | Florent Schmitt                       | Borys Romanow   | Siergiej Sudejkin              |
| 1914 | Legenda Józefa          | Richard Strauss                       | Michaił Fokin   | Léon Bakst                     |
| 1914 | Le Coq d’Or             | Rimski-Korsakow                       | Michaił Fokin   | Natalia Gonczarowa             |
| 1915 | Soleil de Nuit          | Rimski-Korsakow                       | Leonid Miasin   | Michaił Łarionow               |
| 1917 | Parade                  | Erik Satie                            | Leonid Miasin   | Pablo Picasso                  |
| 1919 | La boutique fantastique | Gioacchino Rossini, Ottorino Respighi | Leonid Miasin   | André Derain                   |
| 1919 | Trójgraniasty kapelusz  | Manuel de Falla                       | Leonid Miasin   | Pablo Picasso                  |
| 1920 | Le chant du rossignol   | Igor Strawinski                       | Leonid Miasin   | Henri Matisse                  |
| 1920 | Pulcinella              | Igor Strawinski                       | Leonid Miasin   | Pablo Picasso                  |

## Następcy
Po śmierci Diagilewa Ballets Russes rozpadł się. Wasilij de Basil (Colonel W. de Basil) założył w 1931 r. Ballets Russes de Monte-Carlo, a René Blum (ur. 1878, zm. 1942) i Leonid Miasin w 1938 r. Ballet Russe de Monte Carlo. Na przestrzeni lat nazwy tych zespołów ulegały zmianie. W 1934 r. powstała szkoła baletowa School of American Ballet, która znajduje się w Lincoln Center for the Performing Arts w Nowym Jorku. Jej współzałożycielem był choreograf George Balanchine. Uczyło w niej wielu tancerzy z Ballet Russe de Monte Carlo. Po wojnie, w 1948 roku, powstał zespół New York City Ballet, założony przez Balanchine.